# 海亞瓦夕
海亞瓦西（英語：Hiawassee）是一個位於美國喬治亞州湯斯縣的城市。根據2010年美國人口普查，該地人口為880人，而該地的面積約為5.60平方千米。同時該地也是湯斯縣的縣治。

## 地理
海亞瓦西的座標為34°56′58″N 83°45′18″W / 34.94944°N 83.75500°W，而該地的平均海拔高度為601米（即1972英尺）。